# Бергер, Михаил Аркадьевич
Михаил Аркадьевич Бергер (28 августа 1909, Минск — 6 февраля 1981, Минск) — советский пианист, педагог. Заслуженный артист Белорусской ССР (1940). Профессор (1946). Один из основателей белорусской пианистической школы.

## Биография

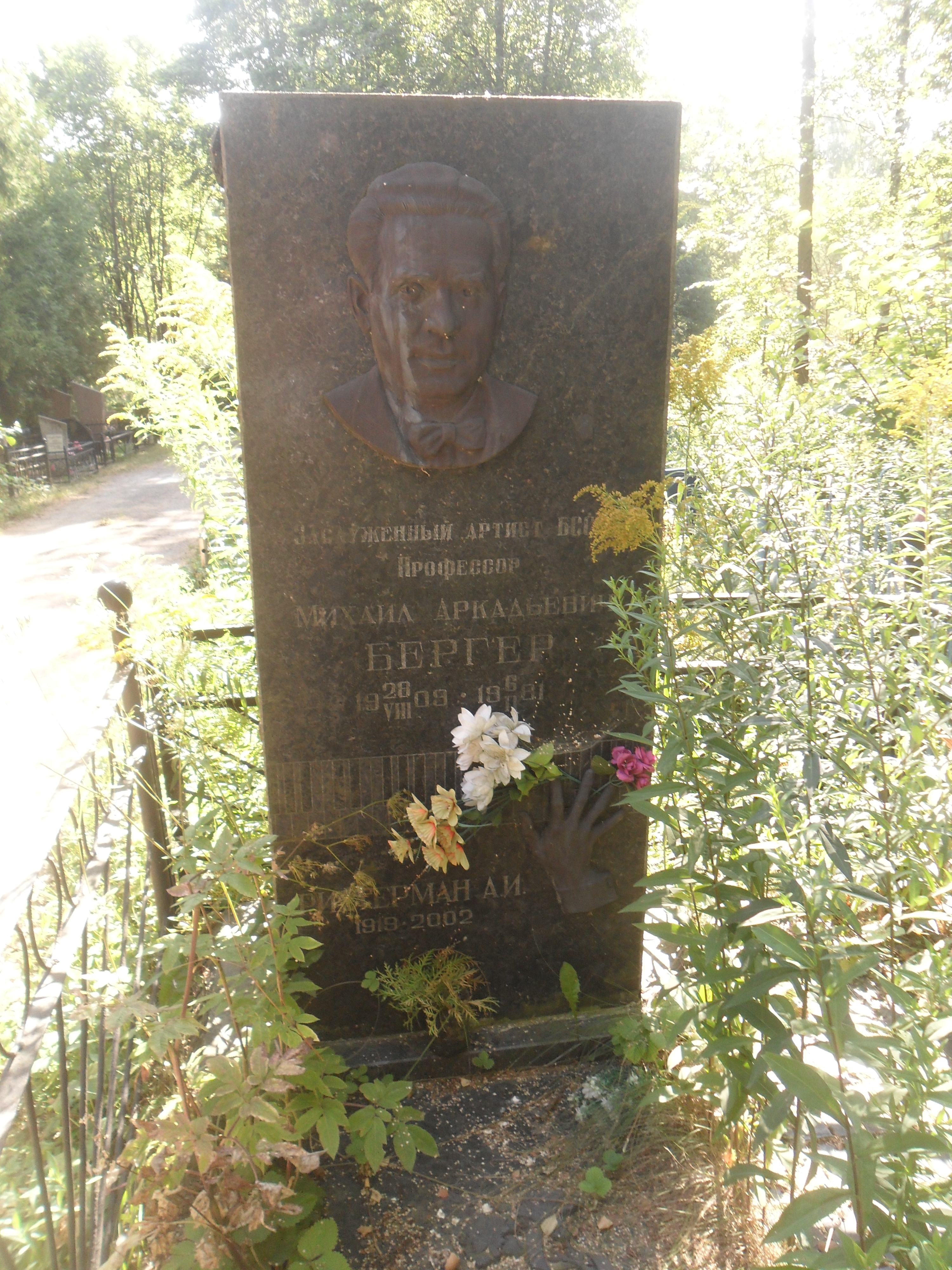
Могила Бергера на Чижовском кладбище Минска.

Окончил Белорусский музыкальный техникум (1928) и Ленинградскую консерваторию (1933).
С 1937 года преподавал в Белорусской консерватории: директор (1937—1941), заведующий кафедрой специального фортепиано (1944—1963), заведующий кафедрой концертмейстерского мастерства (1970—1978).
Во время Великой Отечественной войны возглавлял фронтовую концертную бригаду.

## Награды
- медаль «За трудовое отличие» (20.06.1940) — за выдающиеся заслуги в деле развития белорусского театрального и музыкального искусства